# Bovtîșka, Oleksandrivka
Bovtîșka (în ucraineană Бовтишка) este o comună în raionul Oleksandrivka, regiunea Kirovohrad, Ucraina, formată numai din satul de reședință.

## Demografie
Componența lingvistică a comunei Bovtîșka
     Ucraineană (98,18%)
     Rusă (1,82%)
Conform recensământului din 2001, majoritatea populației comunei Bovtîșka era vorbitoare de ucraineană (98,18%), existând în minoritate și vorbitori de rusă (1,82%).